# Namco Tales Studio
Namco Tales Studio Ltd. (株式会社ナムコ・テイルズスタジオ, Kabushiki-gaisha Namuko Teiruzu Sutajio) foi uma empresa japonesa de desenvolvimento de jogos eletrônicos fundada em 1986. A empresa foi renomeada em 2003 quando a Telenet Japan vendeu parte de sua participação e fez da Namco o acionista majoritário. A Namco Tales Studio era originalmente a principal desenvolvedora da série RPG Tales, como havia sido desde o início da série. Em novembro de 2011, foi anunciado que o atual Tales Studio seria dissolvido e se fundiria com sua editora, a Bandai Namco Games. Em fevereiro de 2012, foi anunciado que as 80 pessoas da equipe Tales se juntariam aos Bandai Namco Studios.

## História
Originalmente chefiada por Masahiro Akishino, a Wolf Team tornou-se independente da Telenet em 1987, foi reintegrada em 1990 e se fundiu com outra subsidiária da Telenet chamada Lasersoft, depois foi completamente absorvida em uma reestruturação interna da Telenet em 1993, momento em que a maioria dos funcionários se uniu. com Akishino.
A equipe restante era o então jovem programador Yoshiharu Gotanda, o designer Masaki Norimoto, o diretor Joe Asanuma, o artista gráfico Yoshiaki Inagaki, o compositor Motoi Sakuraba e o designer de efeitos sonoros Ryota Furuya. A Wolf Team criou jogos como Sol-Feace e Hiouden: Mamono-tachi tono Chikai, que enfrentaram vendas fracas. Para Tale Phantasia, um conceito de jogo de Gotanda, eles procuraram uma editora externa com uma reputação melhor. Depois de se aproximar da Enix, a Telenet fechou um contrato com a Namco.
A Namco, no entanto, insistiu em muitas mudanças no jogo, incluindo a renomeação do título para Tales of Phantasia. O conflito sobre essas mudanças levou o lançamento do jogo de 1994 ao final de 1995. A maioria do pessoal inicial saiu durante essa disputa e fundou o Tri-Ace no início de 1995.
Para continuar o lucrativo acordo com a Namco para desenvolver a série Tales, a Telenet transferiu novamente a equipe do Wolf Team e contratou outros funcionários, como Motoi Sakuraba, como freelancer. Eles desenvolveram ou co-desenvolveram quase todos os jogos da série até que o Wolf Team foi renomeado para Namco Tales Studio no início de 2003, e a Namco assumiu a propriedade majoritária. Em outubro de 2007, a Telenet entrou com pedido de falência e fechou suas portas, provavelmente colocando um fim no nome da Equipe Wolf.
Wolf Team também foi notável por portar videogames a laserdisc para o Mega-CD da Sega, incluindo alguns fliperamas somente no Japão como Time Gal e Ninja Hayate (lançado como Revenge of the Ninja para o Mega-CD da Sega fora do Japão).
Na época em que renomeou a Namco, possuía 60% desse empreendimento, a Telenet Japan/Kazuyuki Fukushima mantinha 34%, e o diretor da série Tales, Eiji Kikuchi, recebeu 6%. (Kikuchi, chefe do departamento de desenvolvimento de jogos da Telenet por 10 anos, deixou a Telenet para chefiar a nova equipe em tempo integral.) A partir de 1º de abril de 2006, a então recém-incorporada Bandai Namco Holdings comprou as ações remanescentes da Telenet Japan, cortando o último vínculo com o ex-empregador das incorporadoras e aumentando sua maioria acionária para 94%. Atualmente, a Bandai Namco agora possui 100% da empresa.
A Namco Tales Studios continua sendo a principal desenvolvedora dos títulos da série Tales, com exceção de Tales of Legendia e Tales of Innocence. O Legendia foi desenvolvido por uma equipe interna de desenvolvimento da Namco chamada Team Melfes, apresentando um sistema de batalha exclusivo desenvolvido por alguns dos criadores da série Soulcalibur (também uma propriedade da Namco), e é por isso que é tão diferente dos outros. O Innocence foi desenvolvido por um desenvolvedor independente, Alfa System, que também desenvolveu vários jogos de spinoff da série Tales .

## Jogos desenvolvidos
O Namco Tales Studio desenvolveu jogos para o Nintendo GameCube, PlayStation, Game Boy Advance, PlayStation 2, PlayStation Portable, Nintendo DS, Nintendo 3DS, Wii, Xbox 360 e PlayStation 3.
| Jogo                                                 | Data de lançamento | Plataforma                          |
| ---------------------------------------------------- | ------------------ | ----------------------------------- |
| Tales of Phantasia                                   | 1995               | Super NES                           |
| Tales of Destiny                                     | 1997               | PlayStation                         |
| Tales of Eternia                                     | 2000               | PlayStation                         |
| Tales of Destiny 2                                   | 2002               | PlayStation 2                       |
| Tales of Symphonia                                   | 2003               | GameCube                            |
| Tales of Rebirth                                     | 2004               | PlayStation 2, PlayStation Portable |
| Tales of the Abyss                                   | 2005               | PlayStation 2                       |
| Tales of Destiny (remake)                            | 2006               | PlayStation 2                       |
| Tales of Destiny (reduzido pela direção)             | 2008               | PlayStation 2                       |
| Tales of Symphonia: Dawn of the New World            | 2008               | Wii                                 |
| Tales of Vesperia                                    | 2008               | Xbox 360, PlayStation 3             |
| Tales of Hearts                                      | 2008               | Nintendo DS                         |
| Tales of Graces                                      | 2009               | Wii                                 |
| Keroro RPG: Kishi to Musha to Densetsu no Kaizoku[1] | 2010               | Nintendo DS                         |
| Tales of Phantasia: Narikiri Dungeon X               | 2010               | PlayStation Portable                |
| Tales of Graces F                                    | 2010               | PlayStation 3                       |
| Tales of Xillia                                      | 2011               | PlayStation 3                       |

Notas:1  Somente a equipe de som do Tales Studio

### Como Wolf Team
- Aisle Lord
- Anett Futatabi
- Arcus
- Arcus II: Silent Symphony
- Arcus 3
- Arcus Odyssey
- Akushu: Kagerou no Jidai wo Koe te
- Apros: Daichi no Shou Kaze no Tankyuu Sha hen
- Cliff Hanger
- Cobra Command
- Crystal Chaser: Tenkuu no Masuishou
- D: European Mirage
- Daitoua Mokujiroku Goh
- Diamond Players
- Devastator
- Dino Land
- Earnest Evans
- El Viento
- Fhey Area
- Final Zone (FZ Senki AXIS)
- Gaudi: Barcelona no Kaze
- Granada
- Goh 2
- Gulf War Soukouden
- Hiōden
- Hiōden 2
- Hiōden: Mamono-tachi tono Chikai
- Jinmu Denshou
- Mid-Garts
- Neugier: Umi to Kaze no Kodō
- Niko^2
- Revenge of the Ninja
- Road Blaster
- Ryū: Naki no Ryū Yori
- Shinsengumi: Bakumatsu Genshikou
- Sol-Feace/Sol-Deace
- Span of Dream
- Suzaku
- Tales of Destiny
- Tales of Destiny 2
- Tales of Eternia
- Tales of Phantasia
- Tales of Phantasia: Narikiri Dungeon
- Tales of the World: Narikiri Dungeon 2
- Tenbu Limited / Mankan Zenseki
- Tenbu: Sangokushi Seishi
- The Grail Hunter
- Tokyo Twilight Busters
- Time Gal
- Yaksa
- Zan: Kagerou no Toki
- Zan: Yasha Enbukyoku
- Zan II: Spirits
- Zan 2: Kagerou no Jidai
- Zan 2: Kagerou no Jidai Soshuhen
- Zan 3: Tenun Ware ni Ari
- Zan Gear